# Prole
Prole (del latín proles, linaje o descendencia) es el conjunto de hijos o descendencia de alguien. Por extensión, es el conjunto numeroso de personas que tienen algo en común.

## De prole a proletariado

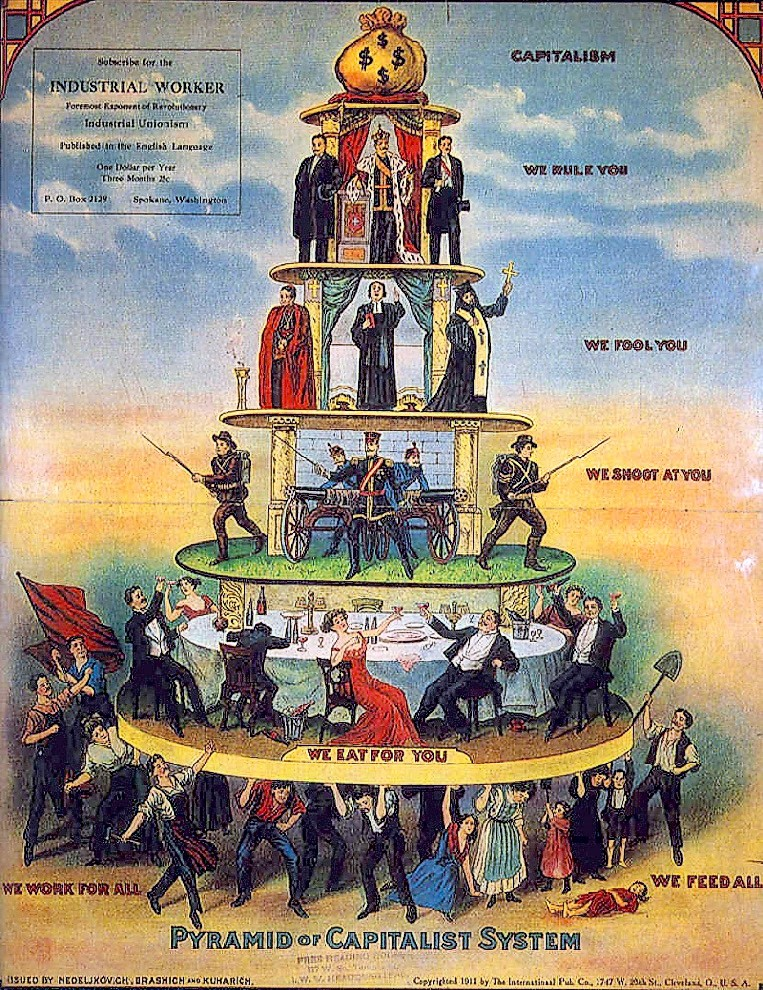
Pirámide del sistema capitalista, alegoría crítica del capitalismo. El proletariado trabaja para todos y alimenta a todos (The proletariat "work for all" and "feed all"). Publicación sindical de 1911 de trabajadores industriales.

El término proletariado es originario de la Roma imperial, en la que los proletarii eran los ciudadanos de la clase más baja, carecían de propiedades y solamente podían aportar prole (hijos) para engrosar los ejércitos del imperio. El término fue recuperado por Karl Marx, quien estudió Derecho romano en la Universidad de Berlín, para identificar a la clase baja sin propiedades ni recursos que solamente podían trabajar y tener hijos —el proletariado o clase obrera—, grupo antagónico de la clase burguesa o capitalista. En el manifiesto comunista, Marx y Engels definen al proletariado del siguiente modo:

Por proletarios se comprende a la clase de trabajadores asalariados modernos que, privados de medios de producción propios, se ven obligados a vender su fuerza de trabajo para poder existir.